# Кръст на честта на германската майка
Кръстът на честта на германската майка (на немски: Ehrenkreuz der Deutschen Mutter), наричан разговорно Mutterehrenkreuz (Кръст на честта на майката) или просто Mutterkreuz (Кръста на майката) е държавна награда и граждански орден за заслуги, даван от правителството на Германския райх, за да почете Reichsdeutsche германска майка за изключителни заслуги към германската нация. По-късно е даван и на Volksdeutsche майки (етнически германки) от например Австрия и Судетенланд, които са инкорпорирани в Германския райх.
Орденът се дава от 1939 до 1945 г. в три категории на ред, бронзов, сребърен и златен, на Reichsdeutsche майки, показали порядъчност, примерно майчинство и които са родили и отгледали четири или повече деца. Подобна практика, която продължава до настоящето е вече учредена във Франция през 1920 г. чрез даване на Médaille de la Famille française (Медал на френското семейство), орден на френската майка, която е отгледала няколко деца по правилен начин.